# Оскар (72-га церемонія вручення)
72-га церемонія вручення кінопремії «Оскар» за заслуги в області кінематографа за 1999 рік відбулася 26 березня 2000 року у «Шрайн Аудиторіум» (Лос-Анджелес, Каліфорнія). Ведучим церемонії всьоме став комік Біллі Крістал.

## Фільми, що отримали кілька номінацій
Фільми-лауреати (ігрові та анімаційні):
| Фільм                                                                                 | номінації | перемоги |
| ------------------------------------------------------------------------------------- | --------- | -------- |
| • Краса по-американськи/American Beauty                                               | 8         | 5        |
| • Правила виноробів/The Cider House Rules                                             | 7         | 2        |
| • Своя людина/The Insider                                                             | 7         | -        |
| • Шосте почуття/The Sixth Sense                                                       | 6         | -        |
| • Талановитий містер Ріплі/The Talented Mr. Ripley                                    | 5         | -        |
| • Матриця/The Matrix                                                                  | 4         | 4        |
| • Гармидер/Topsy-Turvy                                                                | 4         | 2        |
| • Зелена миля/The Green Mile                                                          | 4         | -        |
| • Сонна лощина/Sleepy Hollow                                                          | 3         | 1        |
| • Бути Джоном Малковичем/Being John Malkovich                                         | 3         | -        |
| • Магнолія/Magnolia                                                                   | 3         | -        |
| • Зоряні війни. Епізод I. Прихована загроза/Star Wars: Episode I – The Phantom Menace | 3         | -        |
| • Хлопці не плачуть/Boys Don't Cry                                                    | 2         | 1        |
| • Солодкий та бридкий/Sweet and Lowdown                                               | 2         | -        |
| • Кінець роману/The End of the Affair                                                 | 2         | -        |
| • Музика серця/Music of the Heart                                                     | 2         | -        |
| • Анна та король/Anna and the King                                                    | 2         | -        |
| • Перерване життя/Girl, Interrupted                                                   | 1         | 1        |
| • Все про мою матір/Todo sobre mi madre                                               | 1         | 1        |
| • Червона скрипка/Le violon rouge                                                     | 1         | 1        |
| • Тарзан (м/ф) / Tarzan                                                               | 1         | 1        |
|                                                                                       |           |          |

## Список лауреатів та номінантів
★Переможці виділені окремим кольором.

### Основні категорії
| Категорії                                                   | Лауреати та номінанти                                                      | Лауреати та номінанти                                                     |
| ----------------------------------------------------------- | -------------------------------------------------------------------------- | ------------------------------------------------------------------------- |
| Найкращий фільм                                             | ★Краса по-американськи (продюсери: Брюс Коен і Ден Джинкс)                 | ★Краса по-американськи (продюсери: Брюс Коен і Ден Джинкс)                |
| Найкращий фільм                                             | • Правила виноробів (продюсер: Річард Н. Ґладштейн)                        |                                                                           |
| Найкращий фільм                                             | • Зелена миля (продюсери:Девід Вальдес та Френк Дарабонт)                  |                                                                           |
| Найкращий фільм                                             | • Своя людина (продюсери: Майкл Манн та Пітер Жан Брюґґе)                  |                                                                           |
| Найкращий фільм                                             | • Шосте почуття (продюсери: Френк Маршалл, Кетлін Кеннеді та Баррі Мендел) |                                                                           |
| Найкращий режисер                                           |                                                                            | ★Сем Мендес за фільм «Краса по-американськи»                              |
| Найкращий режисер                                           | • Спайк Джонз — «Бути Джоном Малковичем»                                   |                                                                           |
| Найкращий режисер                                           | • Лассе Гальстрем — «Правила виноробів»                                    |                                                                           |
| Найкращий режисер                                           | • Майкл Манн — «Своя людина»                                               |                                                                           |
| Найкращий режисер                                           | • М. Найт Ш'ямалан — «Шосте почуття»                                       |                                                                           |
| Найкраща чоловіча роль                                      |                                                                            | ★Кевін Спейсі — «Краса по-американськи» (за роль Лестера Бернема)         |
| Найкраща чоловіча роль                                      | • Рассел Кроу — «Своя людина» (за роль Джеффрі Вайґенда)                   |                                                                           |
| Найкраща чоловіча роль                                      | • Річард Фарнсворт — «Проста історія» (за роль Елвіна Стрейта)             |                                                                           |
| Найкраща чоловіча роль                                      | • Шон Пенн — «Солодкий та бридкий» (за роль Еммета Рея)                    |                                                                           |
| Найкраща чоловіча роль                                      | • Дензел Вашингтон — «Ураган» (за роль Рубіна «Урагану» Картера)           |                                                                           |
| Найкраща жіноча роль                                        |                                                                            | ★Гіларі Свонк — «Хлопці не плачуть» (за роль Тіни Брендон/Брендона Тіни)  |
| Найкраща жіноча роль                                        | • Аннетт Бенінг — «Краса по-американськи» (за роль Керолайн Бернем)        |                                                                           |
| Найкраща жіноча роль                                        | • Джанет Мактір — «Перекотиполе» (за роль Мері Джо Вокер)                  |                                                                           |
| Найкраща жіноча роль                                        | • Джуліанн Мур — «Кінець роману» (за роль Сари Майлз)                      |                                                                           |
| Найкраща жіноча роль                                        | • Меріл Стріп — «Музика серця» (за роль Роберти Гуаспарі)                  |                                                                           |
| Найкраща чоловіча роль другого плану                        |                                                                            | ★Майкл Кейн — «Правила виноробів» (за роль доктора Вілбура Ларч)          |
| Найкраща чоловіча роль другого плану                        | • Том Круз — «Магнолія» (за роль Френка Т. Дж. Меки)                       |                                                                           |
| Найкраща чоловіча роль другого плану                        | • Майкл Кларк Дункан — «Зелена миля» (за роль Джона Коффі)                 |                                                                           |
| Найкраща чоловіча роль другого плану                        | • Джуд Лоу — «Талановитий містер Ріплі» (за роль Діккі Грінліфа)           |                                                                           |
| Найкраща чоловіча роль другого плану                        | • Гейлі Джоел Осмент — «Шосте почуття» (за роль Коула Сіера)               |                                                                           |
| Найкраща жіноча роль другого плану                          |                                                                            | ★Анджеліна Джолі — «Перерване життя» (за роль Ліси Роув)                  |
| Найкраща жіноча роль другого плану                          | • Тоні Коллетт — «Шосте почуття» (за роль Лінн Сіер)                       |                                                                           |
| Найкраща жіноча роль другого плану                          | • Кетрін Кінер — «Бути Джоном Малковичем» (за роль Максін Лунд)            |                                                                           |
| Найкраща жіноча роль другого плану                          | • Саманта Мортон — «солодкий та бридкий» (за роль Гетті)                   |                                                                           |
| Найкраща жіноча роль другого плану                          | • Хлоя Севіньї — «Хлопці не плачуть» (за роль Лани Тісдел)                 |                                                                           |
| найкращий сценарій, створений безпосередньо для екранізації |                                                                            | ★Алан Болл — «Краса по-американськи»                                      |
| найкращий сценарій, створений безпосередньо для екранізації | • Чарлі Кауфман — «Бути Джоном Малковичем»                                 |                                                                           |
| найкращий сценарій, створений безпосередньо для екранізації | • Пол Томас Андерсон — «Магнолія»                                          |                                                                           |
| найкращий сценарій, створений безпосередньо для екранізації | • М. Найт Ш'ямалан — «Шосте почуття»                                       |                                                                           |
| найкращий сценарій, створений безпосередньо для екранізації | • Майк Лі — «Гармидер»                                                     |                                                                           |
| Найкращий адаптований сценарій                              |                                                                            | ★Джон Ірвінг — «Правила виноробів»                                        |
| Найкращий адаптований сценарій                              | • Александер Пейн і Джим Тейлор — «Вискочка»                               |                                                                           |
| Найкращий адаптований сценарій                              | • Френк Дарабонт — «Зелена миля»                                           |                                                                           |
| Найкращий адаптований сценарій                              | • Ерік Рот і Майкл Манн — «Своя людина»                                    |                                                                           |
| Найкращий адаптований сценарій                              | • Ентоні Мінгелла — «Талановитий містер Ріплі»                             |                                                                           |
| найкращий фільм іноземною мовою                             | ★Все про мою матір/Todo sobre mi madre (Іспанія) режисер Педро Альмодовар  | ★Все про мою матір/Todo sobre mi madre (Іспанія) режисер Педро Альмодовар |
| найкращий фільм іноземною мовою                             | • Гімалаї/हिमालय/Himalaya — l'enfance d'un chef (Непал) реж. Ерік Валлі      |                                                                           |
| найкращий фільм іноземною мовою                             | • Схід-Захід/Est-Ouest (Франція) реж. Режис Варньє                         |                                                                           |
| найкращий фільм іноземною мовою                             | • Соломон та Гейнор (Велика Британія) реж. Пол Моррісон                    |                                                                           |
| найкращий фільм іноземною мовою                             | • Під сонцем (Швеція) реж. Колін Нютле                                     |                                                                           |

### Інші категорії
| категорії                                                       | Лауреати та номінанти |
| --------------------------------------------------------------- | --- |
| Найкраща музика Оригінальний саундтрек                          | ★Джон Корильяно — «Червона скрипка» |
| Найкраща музика Оригінальний саундтрек                          | • Томас Ньюман — «Краса по-американськи»                                                                                                 |
| Найкраща музика Оригінальний саундтрек                          | • Джон Вільямс — «Прах Анджели» |
| Найкраща музика Оригінальний саундтрек                          | • Рейчел Портман — «Правила виноробів»                                                                                                   |
| Найкраща музика Оригінальний саундтрек                          | • Габріель Яред — «Талановитий містер Ріплі»                                                                                             |
| Найкраща пісня до фільму                                        | ★You'll Be in My Heart — «Тарзан» — музика та слова: Філ Коллінз                                                                         |
| Найкраща пісня до фільму                                        | •Blame Canada — «Південний парк: Більший, довший і необрізаний» — музика та слова: Трей Паркер та Марк Шейман                            |
| Найкраща пісня до фільму                                        | •Music of My Heart — «Музика серця» — музика та слова: Даян Воррен                                                                       |
| Найкраща пісня до фільму                                        | •Save Me — «Магнолія» — музика та слова: Еймі Менн                                                                                       |
| Найкраща пісня до фільму                                        | •When She Loved Me — «Історія іграшок 2» — музика та слова: Ренді Ньюман                                                                 |
| Найкращий монтаж                                                | ★Зек Стенберг — «Матриця» |
| Найкращий монтаж                                                | • Тарік Анвар, Крістофер Грінбері — «Краса по-американськи»                                                                              |
| Найкращий монтаж                                                | • Ліза Зено Чургін — «Правила виноробів»                                                                                                 |
| Найкращий монтаж                                                | • Вільям Ґолденберг, Пол Рубелла, Девід Розенблюм — «Своя людина»                                                                        |
| Найкращий монтаж                                                | • Ендрю Мондшейн — «Шосте почуття» |
| Найкраща операторська робота                                    | ★Конрад Голл — «Краса по-американськи»                                                                                                   |
| Найкраща операторська робота                                    | • Роджер Претт — «Кінець роману» |
| Найкраща операторська робота                                    | • Данте Спінотті — «Своя людина» |
| Найкраща операторська робота                                    | • Еммануель Любецки — «Сонна лощина» |
| Найкраща операторська робота                                    | • Роберт Річардсон — «Засніжені кедри»                                                                                                   |
| Найкраща робота художника-постановника, художника по декораціях | ★Рик Гайнрігс (постановник) , Пітер Янг (декоратор) — «Сонна лощина»                                                                     |
| Найкраща робота художника-постановника, художника по декораціях | • Лучана Аррігі (постановник) , Єн Вітейкер (декоратор) — «Анна та король»                                                               |
| Найкраща робота художника-постановника, художника по декораціях | • Девід Гропмен (постановник) , Бет А. Рубіно (декоратор) — «Правила виноробів»                                                          |
| Найкраща робота художника-постановника, художника по декораціях | • Рой Волкер (постановник) , Бруно Чезари (декоратор) — «Талановитий містер Ріплі»                                                       |
| Найкраща робота художника-постановника, художника по декораціях | • Єва Стюарт (постановник та декоратор) , Джон Буш (декоратор) — «Гармидер»                                                              |
| найкращий дизайн костюмів                                       | ★Лінді Геммінг — «Гармидер» |
| найкращий дизайн костюмів                                       | • Дженні Беван — «Анна та король» |
| найкращий дизайн костюмів                                       | • Коллін Етвуд — «Сонна лощина» |
| найкращий дизайн костюмів                                       | • Енн Рот і Гері Джонс — «Талановитий містер Ріплі»                                                                                      |
| найкращий дизайн костюмів                                       | • Мілена Канонеро — «Тит — правитель Риму»                                                                                               |
| найкращий звук                                                  | ★Джон Т. Рейтц, Грегг Рудлофф, Девід Е. Кемпбелл, Девід Лі — «Матриця»                                                                   |
| найкращий звук                                                  | • Роберт Дж. Литт, Елліот Тайсон, Майкл Хербік, Віллі Д. Бертон — «Зелена миля»                                                          |
| найкращий звук                                                  | • Енді Нельсон, Даг Гемфілл, Лі Орлофф — «Своя людина»                                                                                   |
| найкращий звук                                                  | • Леслі Шатц, Кріс Карпентер, Рік Клайн, Кріс Манро — «Мумія»                                                                            |
| найкращий звук                                                  | • Гері Райдстром, Том Джонсон, Шон Мерфі, Джон Міджлі — «Зоряні війни. Епізод I. Прихована загроза»                                      |
| Найкращий монтаж звукових ефектів                               | ★Дейн А. Девіс — «Матриця» |
| Найкращий монтаж звукових ефектів                               | • Рен Клайс, Річард Гімнс — «Бійцівський клуб»                                                                                           |
| Найкращий монтаж звукових ефектів                               | • Бен Бертт, Том Беллфорт — «Зоряні війни. Епізод I. Прихована загроза»                                                                  |
| Найкращі візуальні ефекти                                       | ★Джон Гаета, Янек Сіррс, Стів Картлі, Джон Тум — «Матриця»                                                                               |
| Найкращі візуальні ефекти                                       | • Джон Нолл, Денніс Мьюр, Скотт Сквайрс, Роб Коулмен — «Зоряні війни. Епізод I. Прихована загроза»                                       |
| Найкращі візуальні ефекти                                       | • Джон Дайкстра, Джером Чен, Генрі Ф. Андерсон III, Ерік Аллард — «Стюарт Літтл»                                                         |
| Найкращий грим                                                  | ★Крістін Бланделл, Трефор Проуд — «Гармидер»                                                                                             |
| Найкращий грим                                                  | • Мішель Берк, Майк Смитсон — «Остін Паверс: Шпигун, який мене спокусив»                                                                 |
| Найкращий грим                                                  | • Грег Кенном — «Двохсотрічна людина» |
| Найкращий грим                                                  | • Рік Бейкер — Життя |
| найкращий документальний повнометражний фільм                   | ★Одного разу у вересні/One Day in September (Артур Кон і Кевін Макдональд)                                                               |
| найкращий документальний повнометражний фільм                   | • Клуб Буена Віста/Buena Vista Social Club (Вім Вендерс та Ульріх Фельсберг)                                                             |
| найкращий документальний повнометражний фільм                   | • Дженіс Блюз/Genghis Blues (Роко Бєлік та Едріан Бєлік)                                                                                 |
| найкращий документальний повнометражний фільм                   | • На канатах/On the Ropes (Нанетт Бурстейн та Бретт Морген)                                                                              |
| найкращий документальний повнометражний фільм                   | • Ті, що говорять струни/Speaking in Strings (Паола ді Флоріо та Лілібет Фостер)                                                         |
| найкращий документальний короткометражний фільм                 | ★Король Джімп/King Gimp (Сьюзен Ханна Гедарі, Вільям А. Вайтфорд)                                                                        |
| найкращий документальний короткометражний фільм                 | • Очевидець/Eyewitness (Берт Ван Борк)                                                                                                   |
| найкращий документальний короткометражний фільм                 | • дичайшими шоу на Півдні: Тюремне родео в Анголі/The Wildest Show in the South: The Angola Prison Rodeo (Семен Соффер та Джонатан Стек) |
| найкращий ігровий короткометражний фільм                        | ★Моїй матері сняться Апостоли Сатани в Нью-Йорку/My Mother Dreams the Satan's Disciples in New York (Барбара Шок і Теммі Тіхель)         |
| найкращий ігровий короткометражний фільм                        | • Тейс і Ніко/Bror, min bror (Генрик Рубен Гьонц та Міхаель В. Горст)                                                                    |
| найкращий ігровий короткометражний фільм                        | • Вбивство Джо/Killing Joe (Мехді Норовзян і Стів Уекс)                                                                                  |
| найкращий ігровий короткометражний фільм                        | • Невеликі зміни/Kleingeld (Марк-Андреас Бошерт та Габріель Лінс)                                                                        |
| найкращий ігровий короткометражний фільм                        | • Великі та маленькі чудеса/Stora & små Mirakel (Маркус Олссон)                                                                          |
| найкращий анімаційний короткометражний фільм                    | ★Старий та море (Олександр Петров) |
| найкращий анімаційний короткометражний фільм                    | • Одноманітність/Humdrum (Пітер Пік) |
| найкращий анімаційний короткометражний фільм                    | • Моя бабуся гладила королівські сорочки/My Grandmother Ironed the King's Shirts (Торілл Коув)                                           |
| найкращий анімаційний короткометражний фільм                    | • Три дівчини/3 Misses (Пол Дріссен) |
| найкращий анімаційний короткометражний фільм                    | • Коли весь день зіпсований/When the Day Breaks (Венді Тілбі та Аманда Форбіс)                                                           |

### Спеціальні нагороди
| Нагорода                                                     | Лауреати                                                                        |
| ------------------------------------------------------------ | ------------------------------------------------------------------------------- |
| Премія за видатні заслуги в кінематографі (Почесний «Оскар») | ★Анджей Вайда — in recognition of five decades of extraordinary film direction. |
| Нагорода імені Ірвінга Тальберга                             | ★Воррен Бітті                                                                   |
| Нагорода імені Гордона Соєра                                 | ★ доктор Родерік Т. Раян                                                        |